# Norma Merrick Sklarek
Norma Merrick Sklarek (née le 15 avril 1926 et morte le 6 février 2012) est une architecte américaine. Elle est la première afro-américaine à être diplômée d'architecture aux États-Unis de l'Université de Columbia. 

## Biographie
Norma Merrick Sklarek naît à Harlem quartier de New York, de parents originaires de Trinité-et-Tobago. Son père était médecin et sa mère couturière. 

### Formation
Elle étudie au lycée Hunter College High School, puis à Barnard College, et obtient son diplôme d’architecture à l'Université de Columbia à New York en 1950. Elle est l’une des deux seules femmes de sa promotion à être diplômée. Norma Merrick Sklarek est une des premières femmes à recevoir une licence professionnelle d’architecte aux États-Unis, et la première afro-américaine à recevoir sa licence dans l’état de New York (1954) et en Californie (1962).

### Carrière
Malgré l’obtention de son diplôme, Norma Merrick Sklarek ne parvint pas à trouver du travail et dut accepter un emploi au New York Department of Public Works. Elle travailla ensuite pour l’agence d’architecture Skidmore, Owings & Merrill de 1955 à 1960, puis pour l’agence Gruen and Associates à Los Angeles pendant une vingtaine d’années. En 1959, elle est la première femme afro-américaine à devenir membre du American Institute of Architects et en 1966 elle devint la première afro-américaine directrice d'une agence .
En 1980, elle commence à travailler dans l’agence Welton Becket Associates dans laquelle elle travaille sur le Terminal 1 de l’Aéroport International de Los Angeles. Elle devient la première femme à être élue membre de l'American Institute of Architects (AIA), et en 1985 elle devient la première femme afro-américaine a former sa propre agence, qui sera la plus grande agence dirigée par une femme et constituée majoritairement de femmes aux États-Unis. Elle a également siégé pendant plusieurs années au AIA National Ethics Council.
Norma Merrick Sklarek conçoit notamment le San Bernardino City Hall à San Bernardino en Californie, la Fox Plaza à San Francisco, et l'ambassade des États-Unis au Japon (1976, avec César Pelli).

### Fin de vie
Après sa retraite, elle est nommée par le gouverneur au California Architects Board.  Elle meurt le 6 février 2012 à Pacific Palisades en Californie. Un des anciens président de la AIA dira d’elle : « Elle était capable de tout faire. C’était une architecte complète. »

## Reconnaissance
Norma Merrick Sklarek est régulièrement appelée la « Rosa Parks de l'architecture, ».